# الهجر (الشرية)

تعديل مصدري - تعديل

الهجر هي إحدى قرى عزلة آل غنيم بمديرية الشرية التابعة لمحافظة البيضاء، بلغ تعداد سكانها 518 نسمة حسب تعداد اليمن لعام 2004.